# 八代町 (名古屋市)
八代町（やしろちょう）は、愛知県名古屋市北区の地名。現行行政地名は八代町1丁目及び八代町2丁目。住居表示未実施。

## 地理
北区の西部に位置する。東は黒川本通、西は金城町、南は元志賀町、北は水草町・浪打町と接する。住宅地。

## 歴史

### 町名の由来
近隣を支配していた平手氏が八代目の政秀で絶えたことから名付けられたという説があるが、定かではない。

### 沿革
- 1954年（昭和29年）5月1日 - 西志賀町（字石田・八幡裏・土島・揚戸）・光音寺町（字油田・高屋田）の各一部から成立。[1]

## 世帯数と人口
2019年（平成31年）1月1日現在の世帯数と人口は以下の通りである。
| 町丁   | 世帯数  | 人口  |
| ------ | ------- | ----- |
| 八代町 | 502世帯 | 996人 |

### 人口の変遷
国勢調査による人口の推移
| 2000年（平成12年） | 923人 | [ 8 ]  |  |
| 2005年（平成17年） | 868人 | [ 9 ]  |  |
| 2010年（平成22年） | 966人 | [ 10 ] |  |
| 2015年（平成27年） | 948人 | [ 11 ] |  |

## 学区
市立小・中学校に通う場合、学校等は以下の通りとなる。また、公立高等学校に通う場合の学区は以下の通りとなる。
| 番・番地等 | 小学校               | 中学校               | 高等学校 |
| ---------- | -------------------- | -------------------- | -------- |
| 全域       | 名古屋市立金城小学校 | 名古屋市立志賀中学校 | 尾張学区 |

## 施設
- 経済産業省八代宿舎
- 山田クリニック
- 堀田医院
- あらかわ歯科医院

## その他

### 日本郵便
- 郵便番号 : 462-0043[4]（集配局：名古屋北郵便局[14]）。